# Монастырь Ашоки

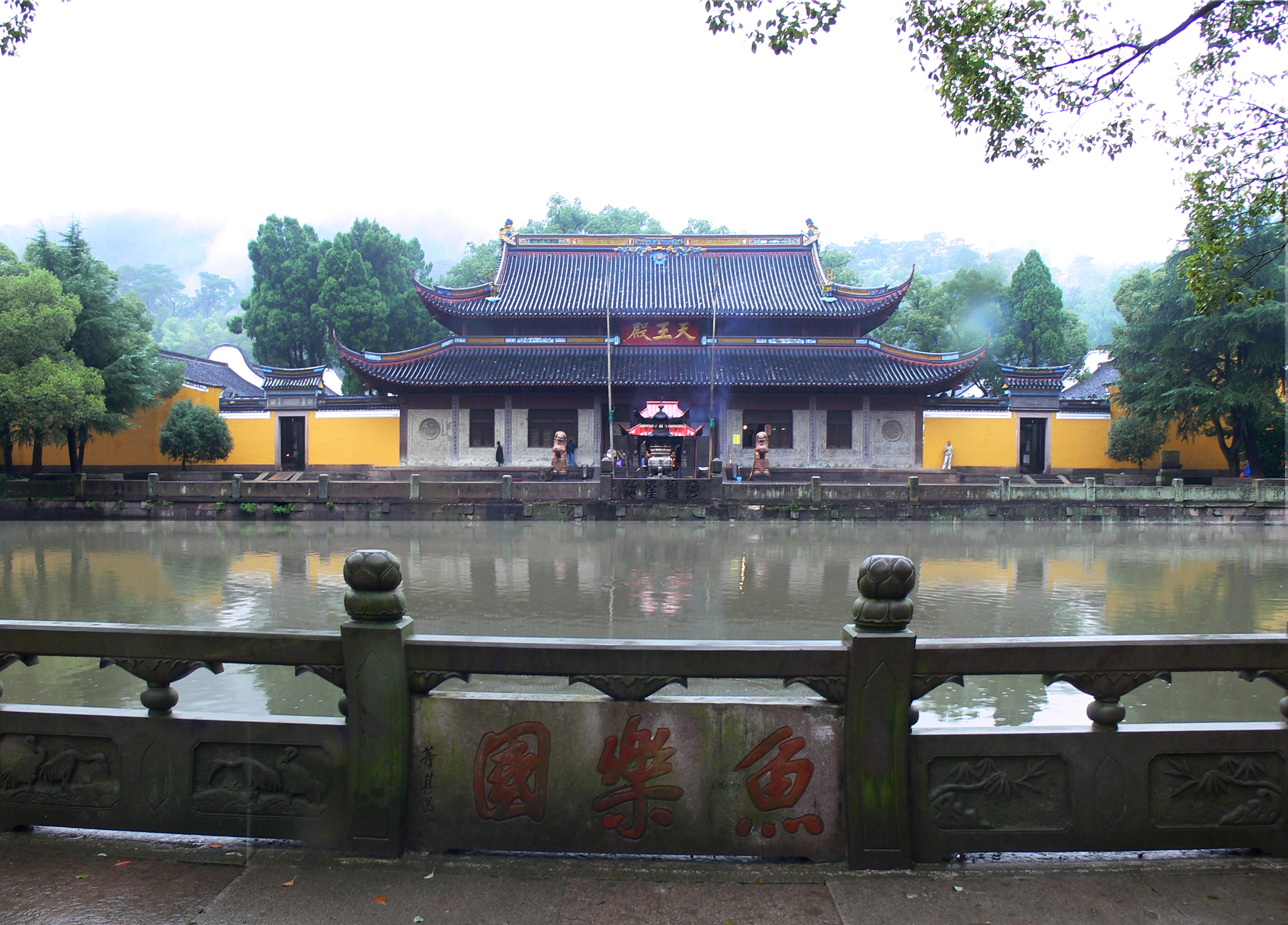
Монастырь Ашоки

Монастырь Ашоки или Монастырь короля Ашоки (кит. 阿育王寺, Ayuwang si, англ. King Ashoka Temple; яп. 阿育王寺, Aikuō-ji) — чань-буддийский монастырь, расположенный в пригородном районе Иньчжоу города Нинбо в китайской провинции Чжэцзян.
Основание монастыря восходит к 282 году (периоду династии Цзинь). Монастырь назван в честь третьего императора империи Маурьев Ашоки.
Согласно легенде, Ашока считал район Нинбо местом уединённым и спокойным. Вскоре туда отправился старший монах в поисках места для основания нового храма. Услышав звук горячего источника, монах пошёл на звук и перед ним чудесным образом возник храм. Позже в 405 году рядом со старым храмом был построен новый, Храм Ступы, а также многие другие здания.
В монастыре находится теменная кость Будды Шакьямуни — одна из 84 000 реликвий, собранных по приказу Ашоки, первого могущественного индийского покровителя буддизма. Реликвия находится в семиступенчатой каменной ступе, расположенной в Зале ступы.
Важными зданиями монастыря является зал Ступы, где находится реликвия Будды Шакьямуни и главный зал. Храм также является важным центром чань-буддизма и японского направления дзен-буддизма. В 2006 году монастырь был внесён в список охраняемых памятников КНР под номером 6-545.

## Галерея

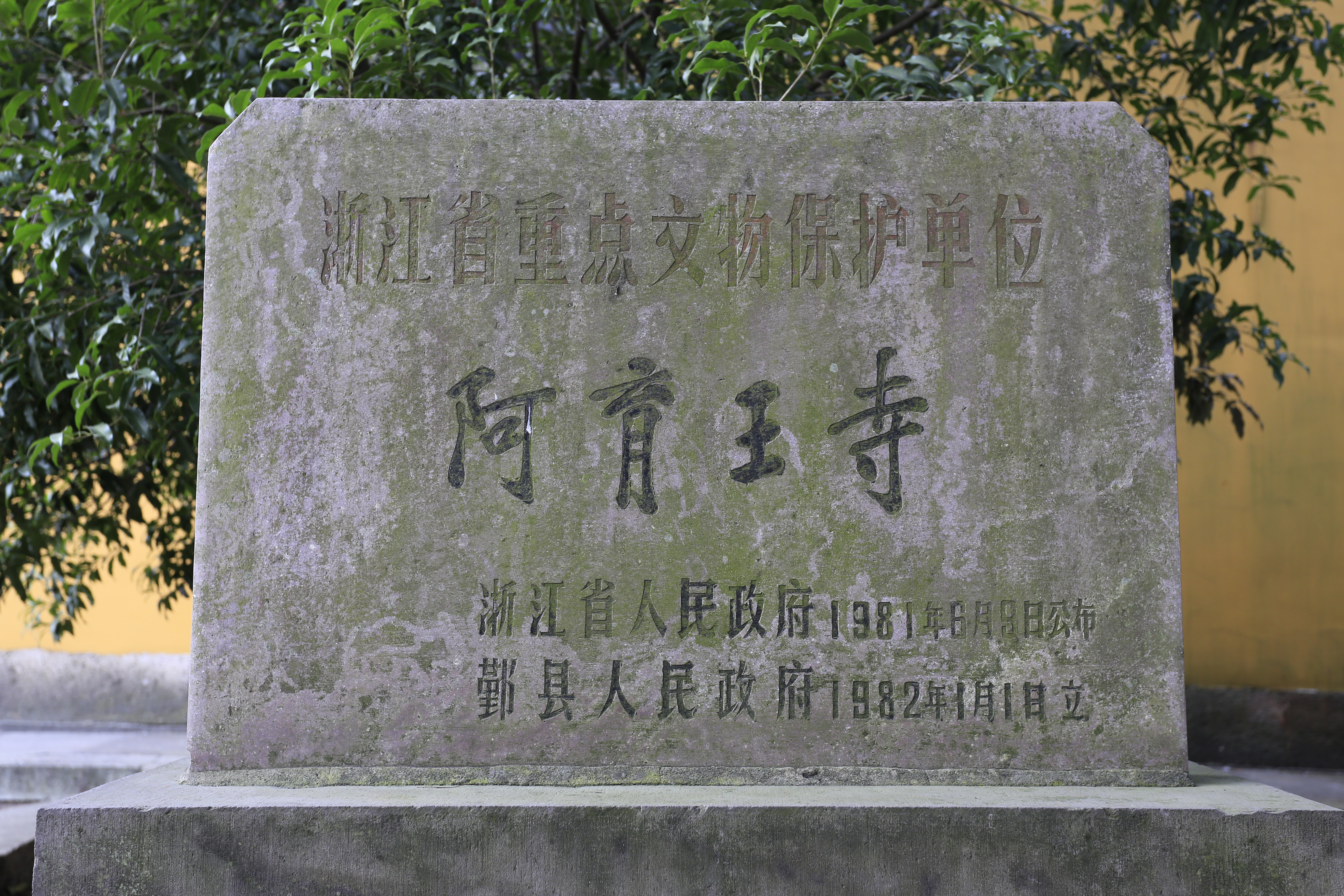
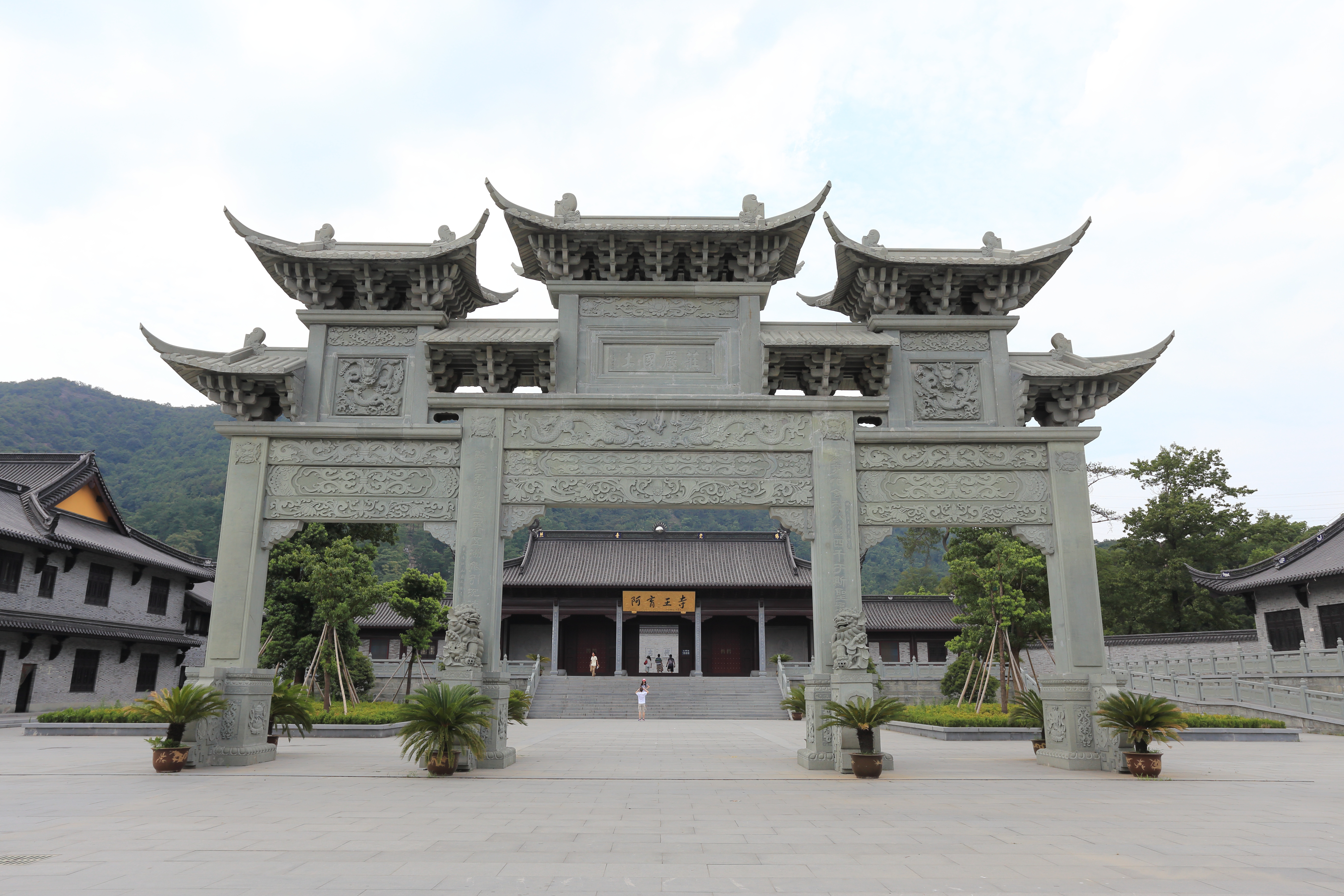
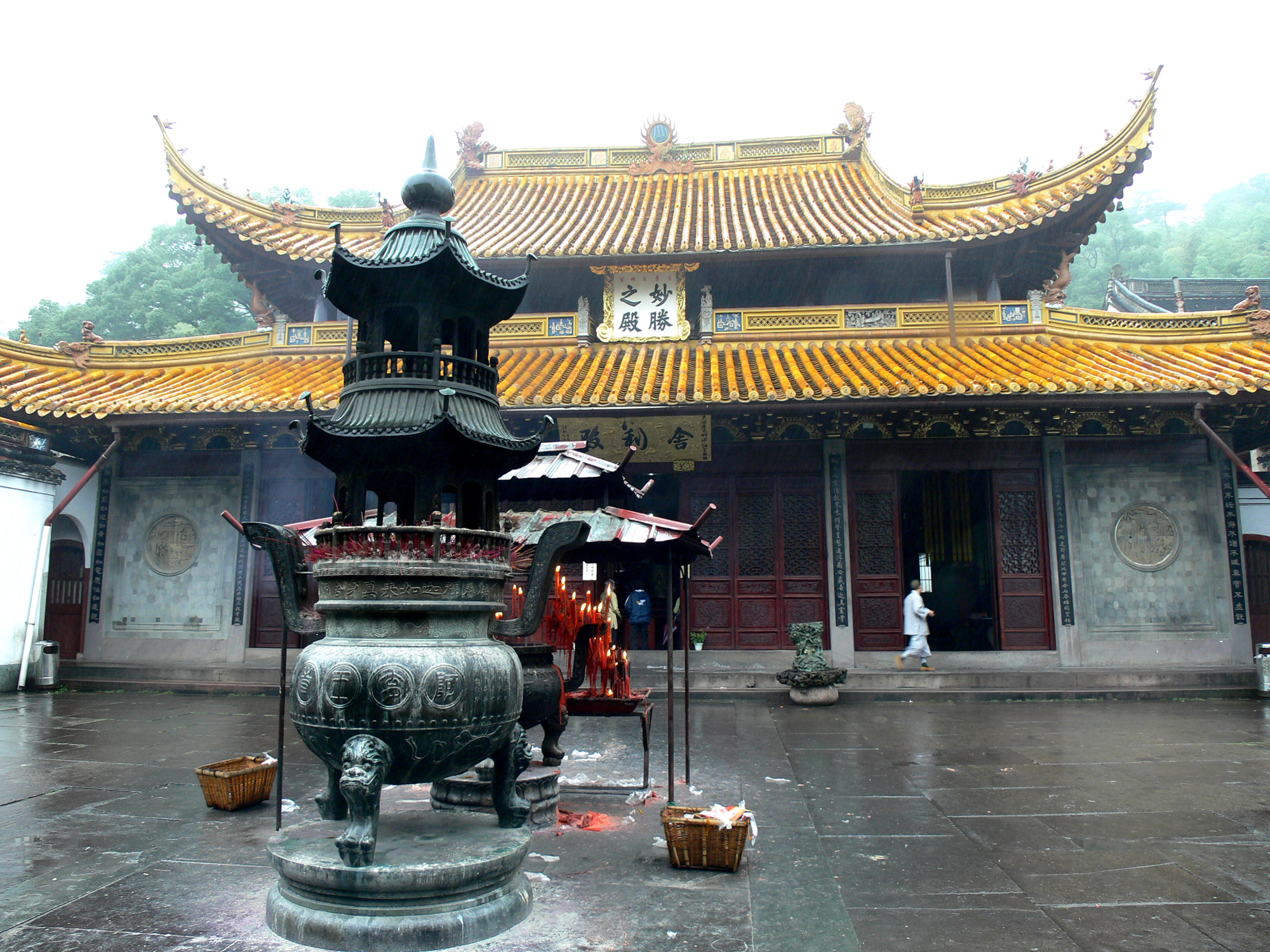
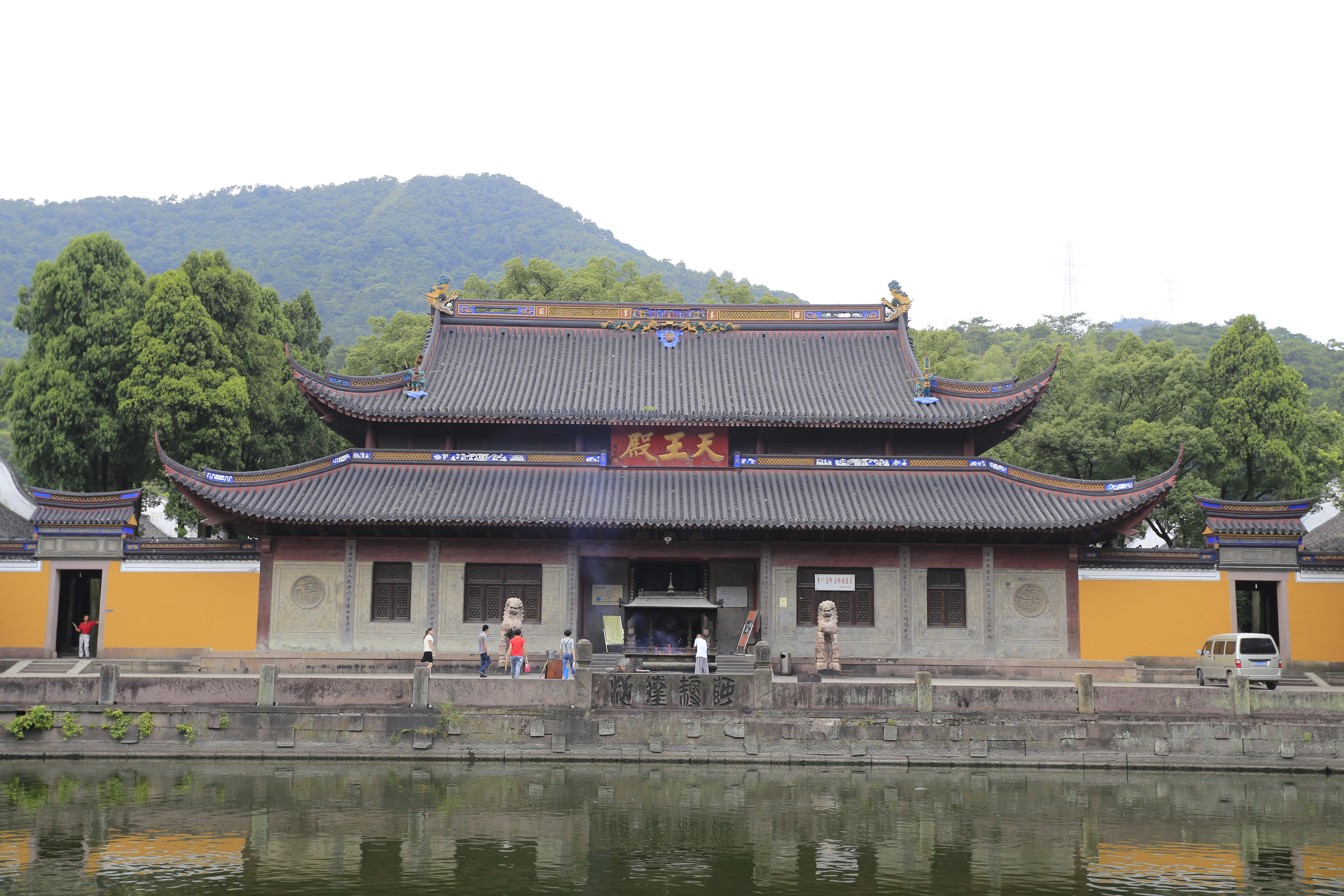
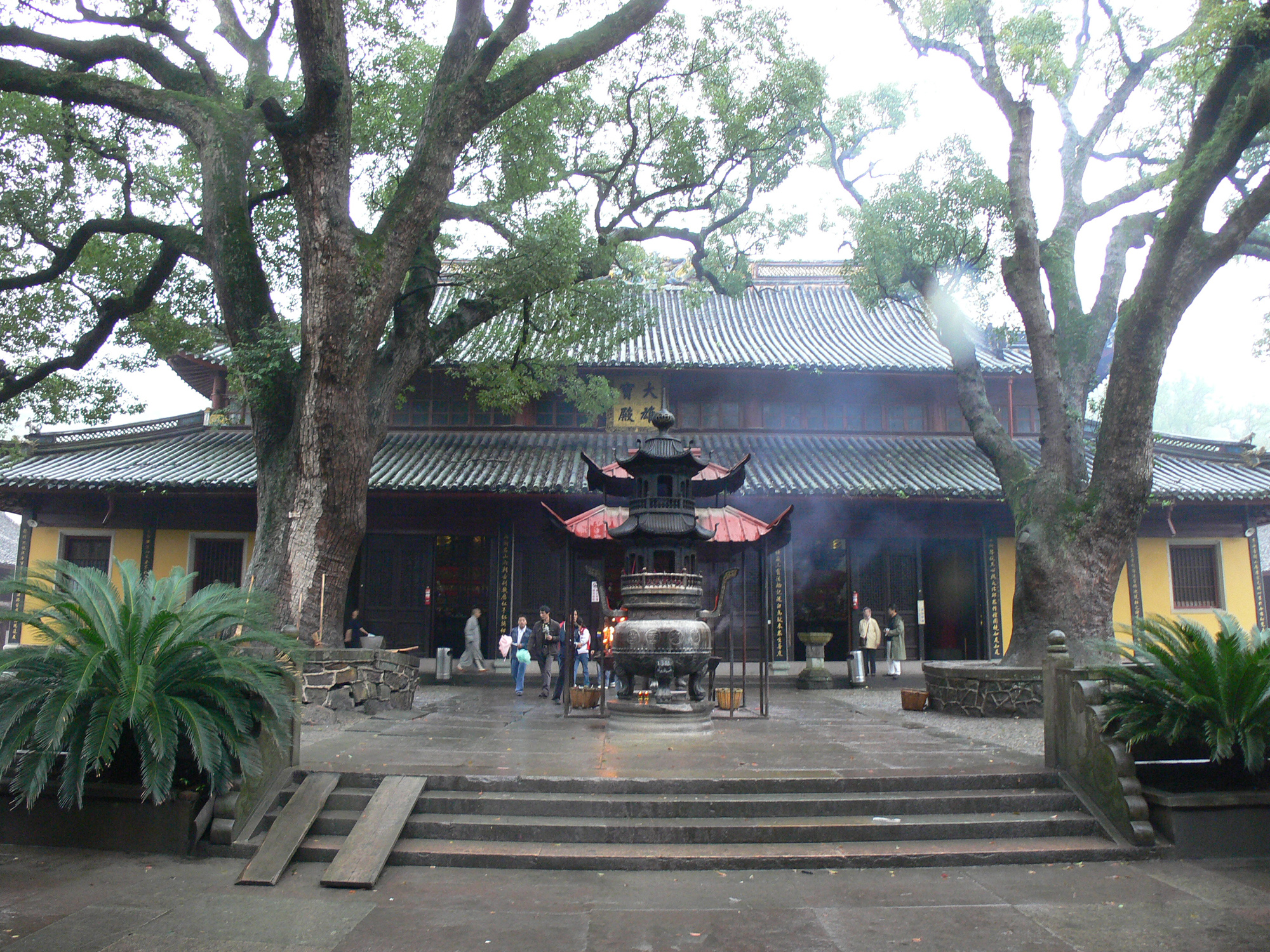
Зал Шакьямуни
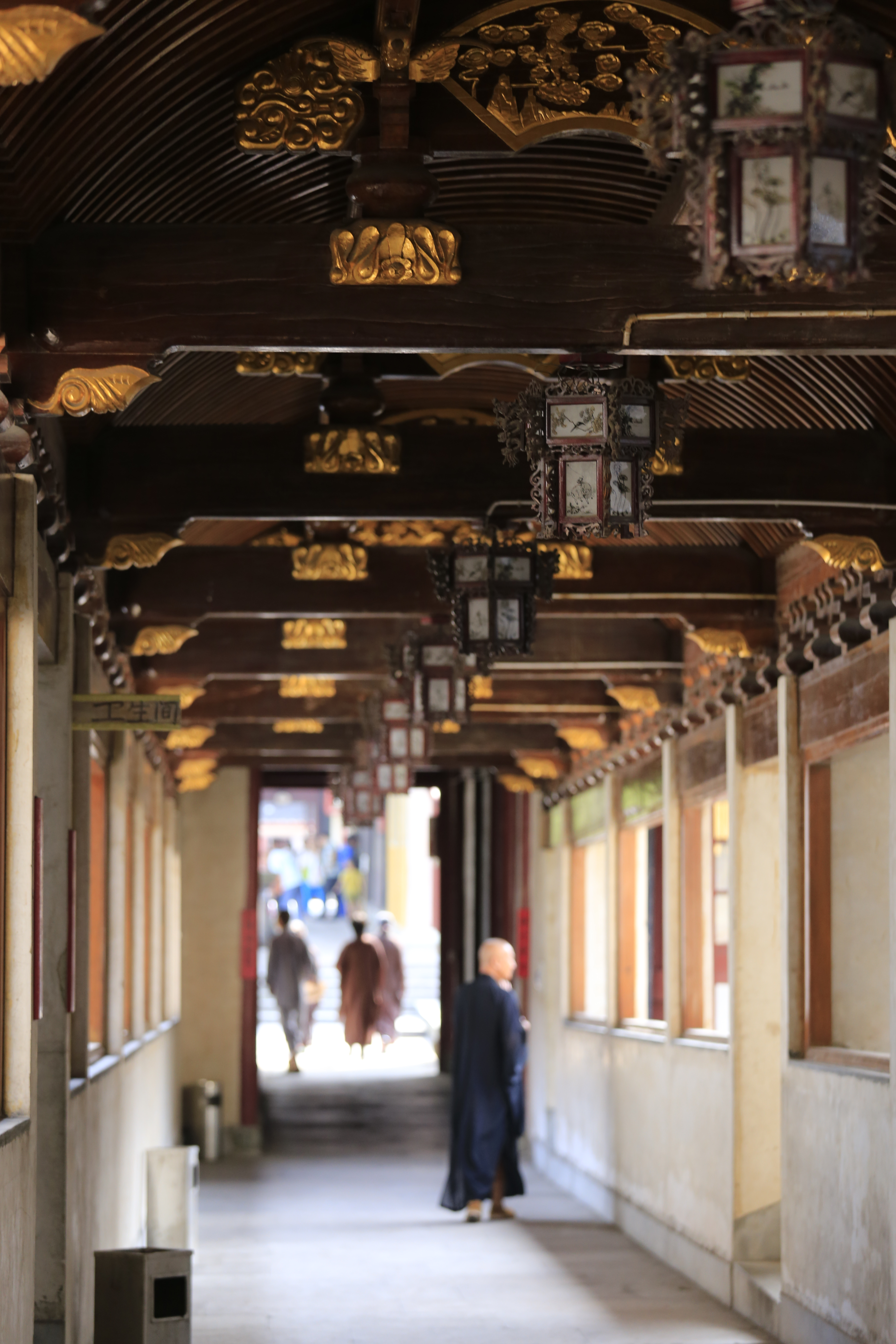
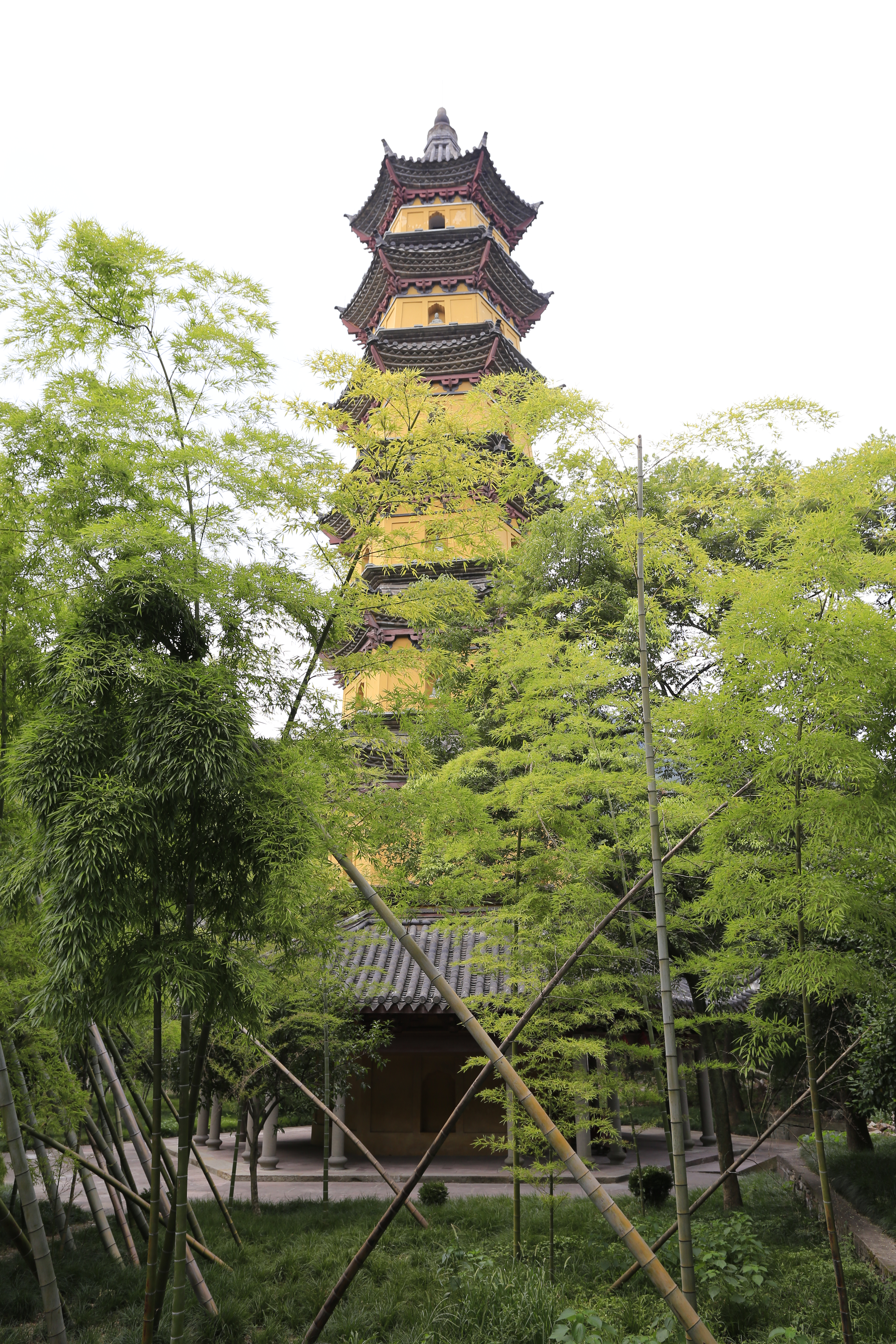
Пагода с реликвией
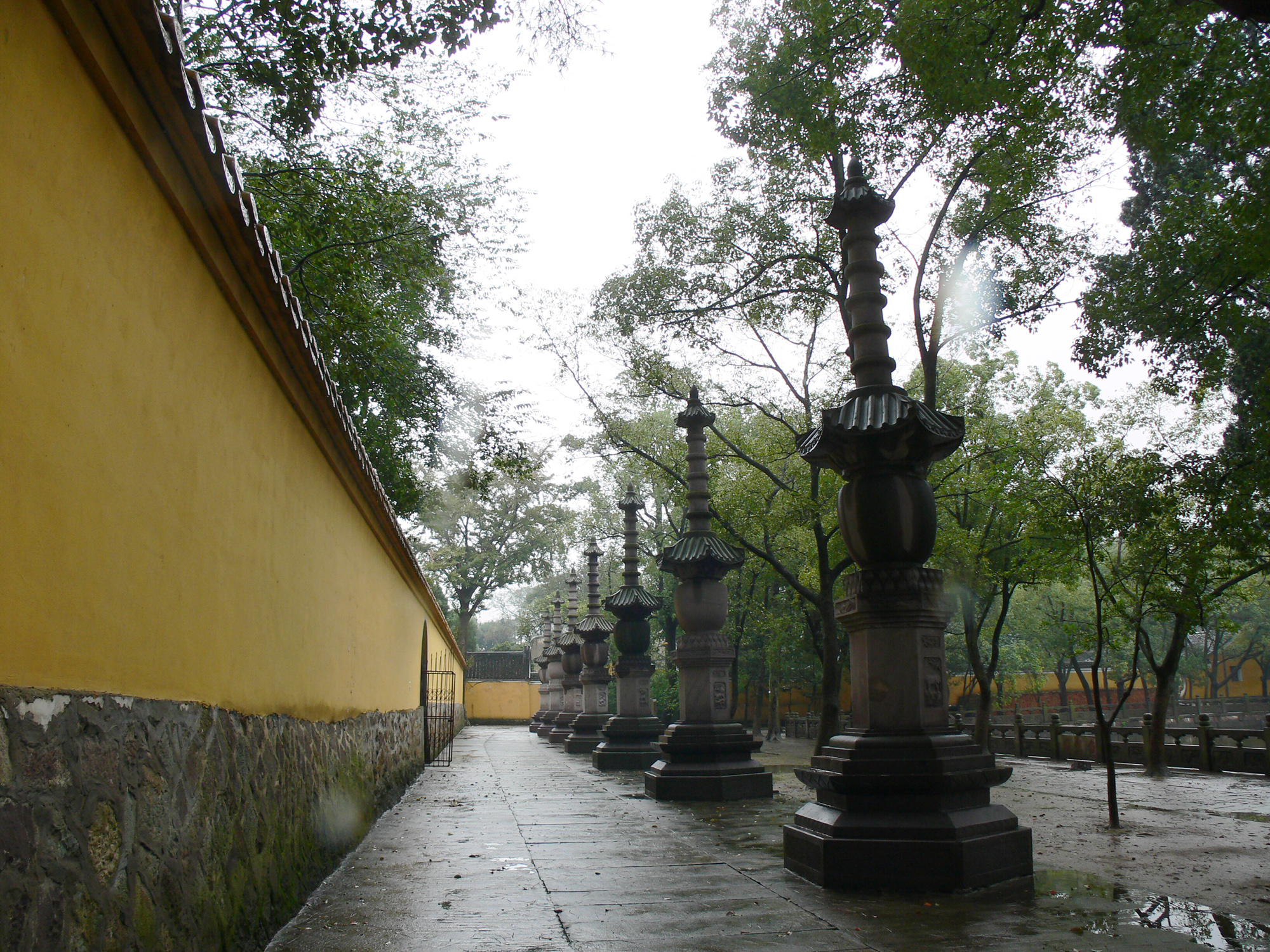
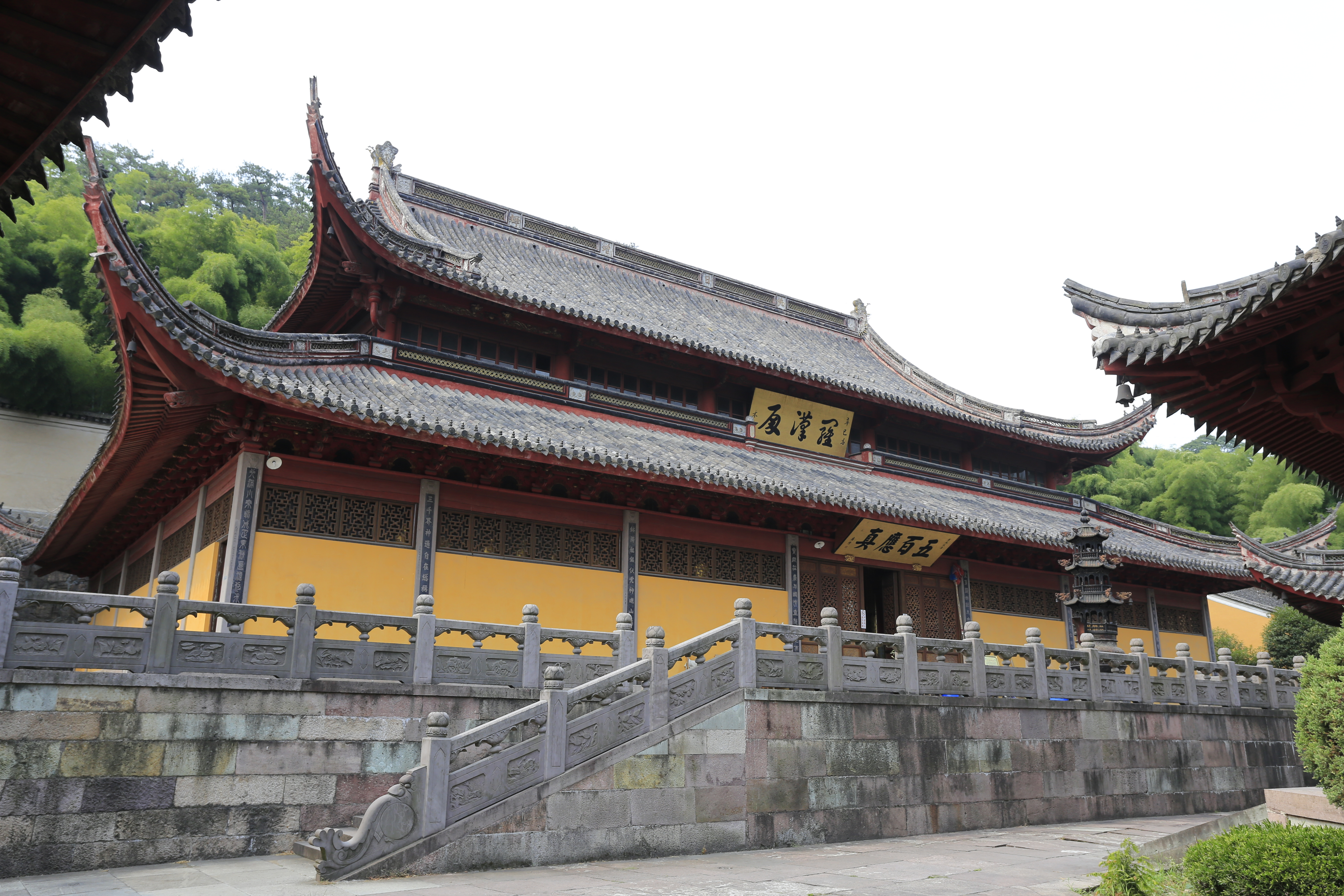
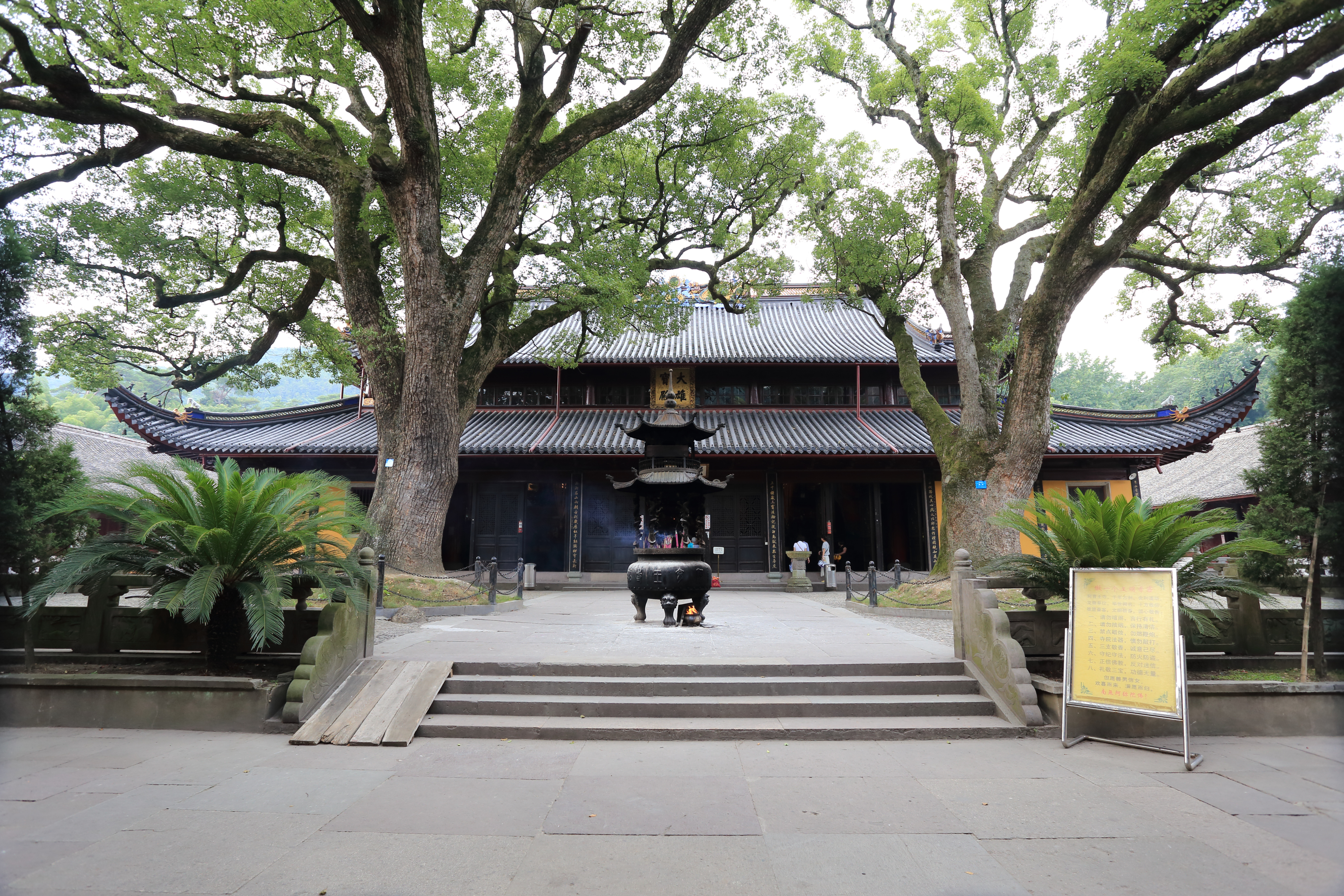
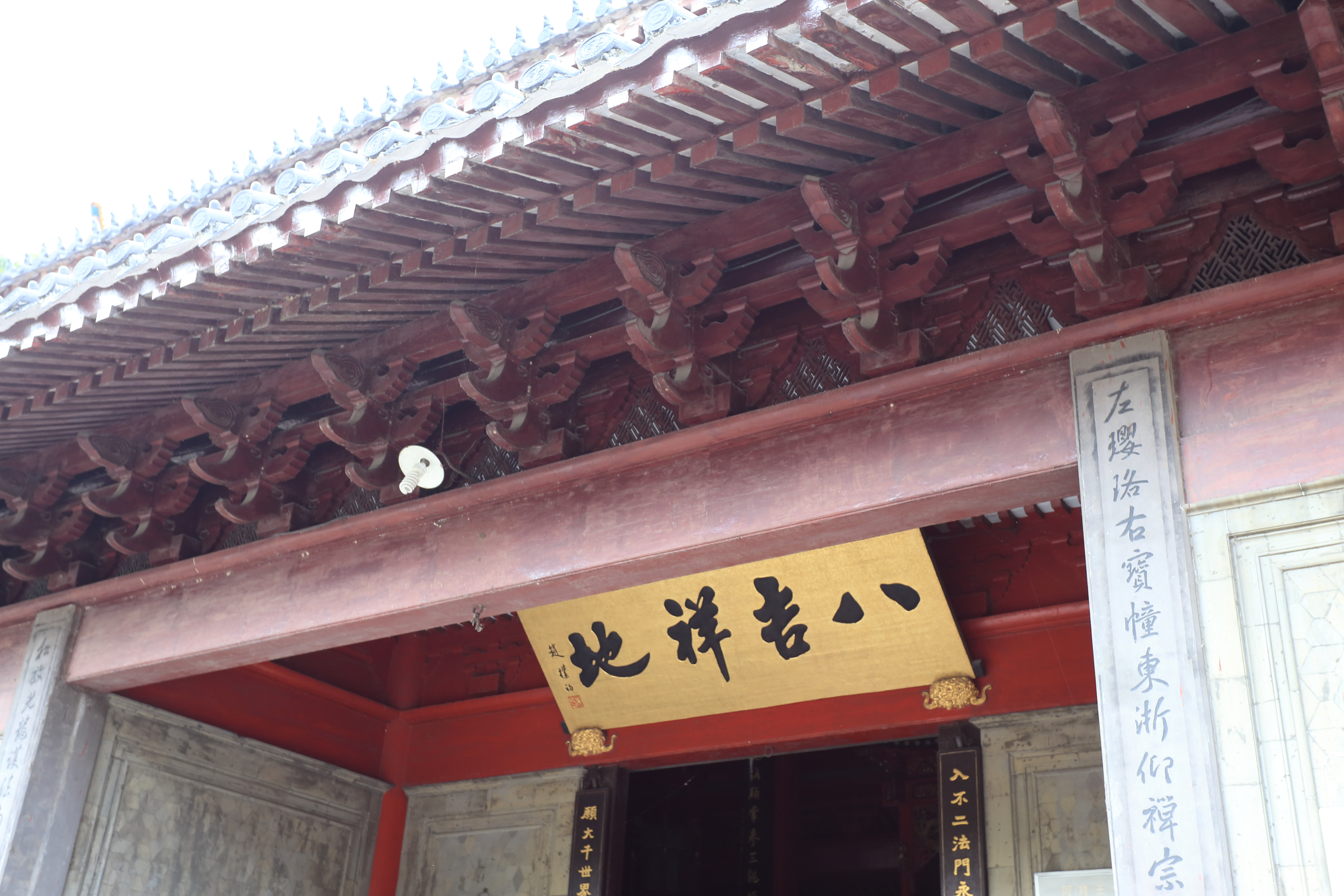
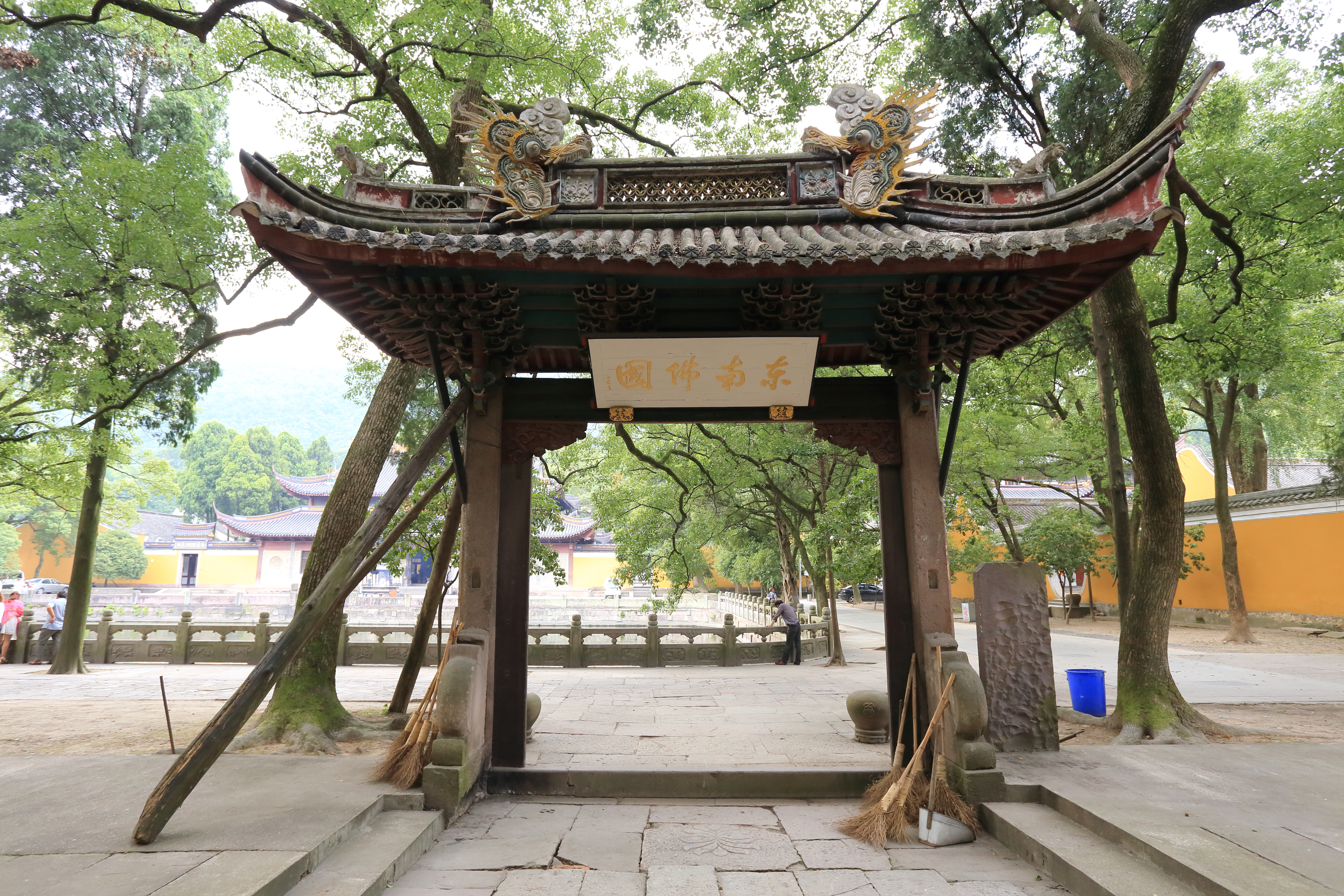
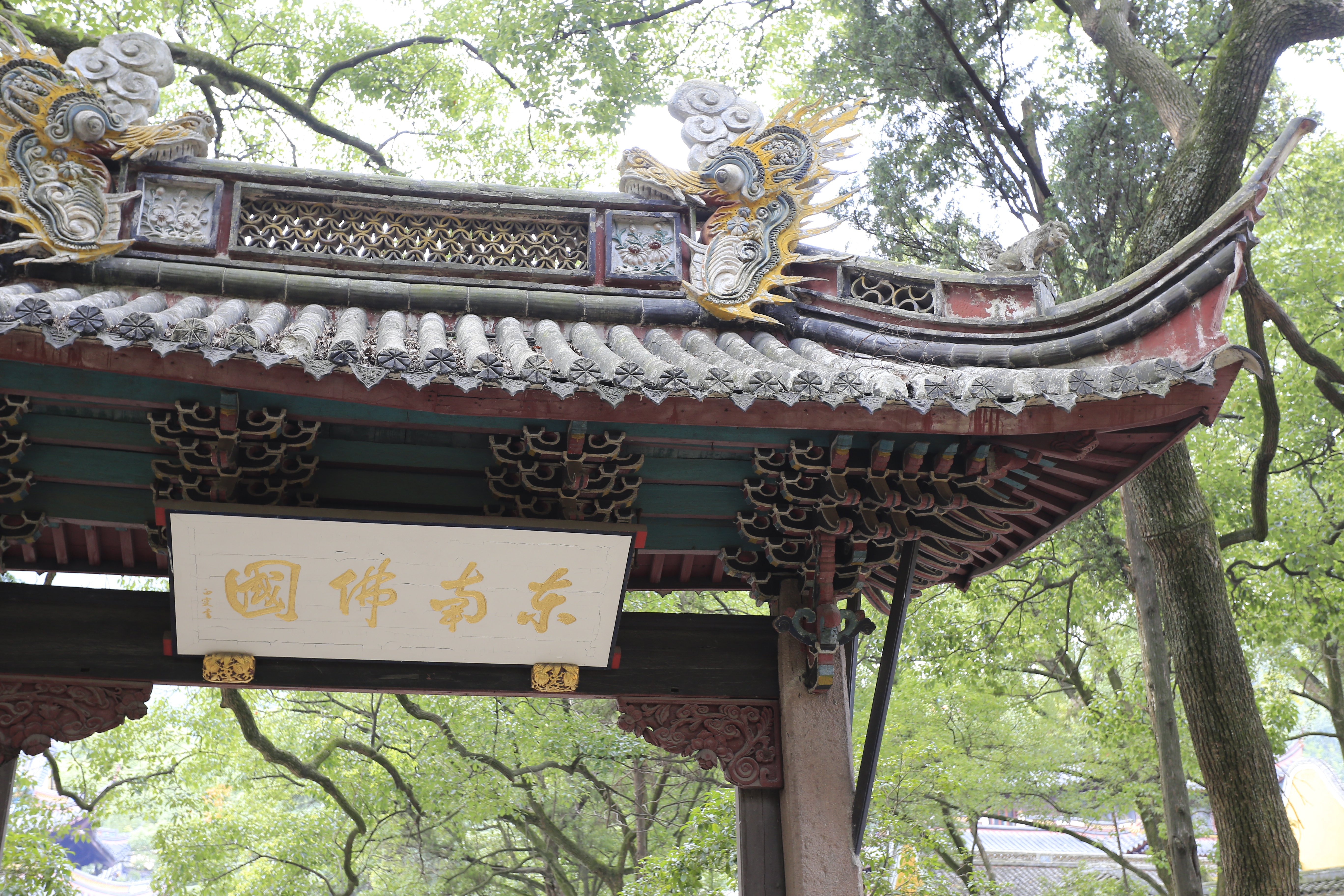
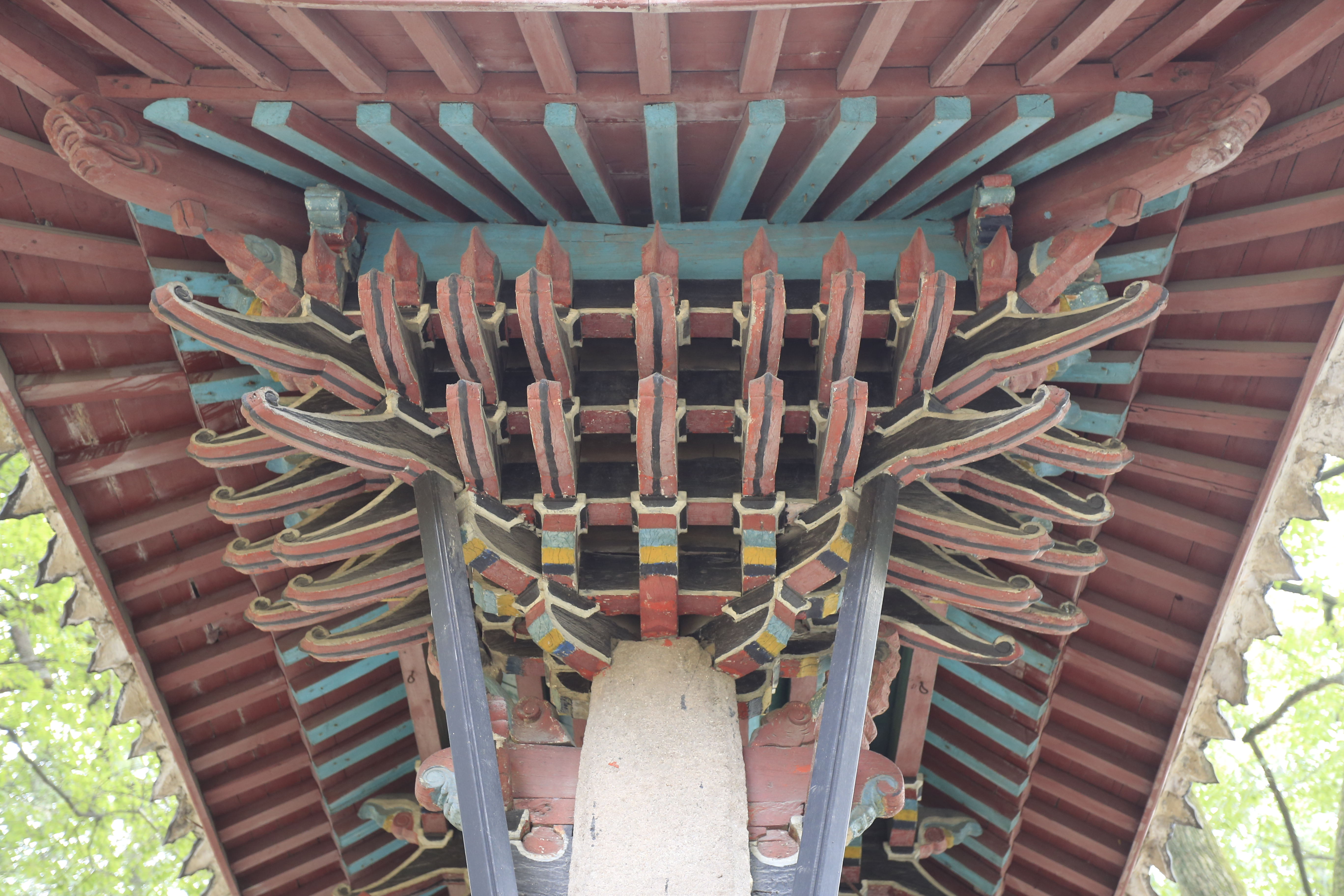
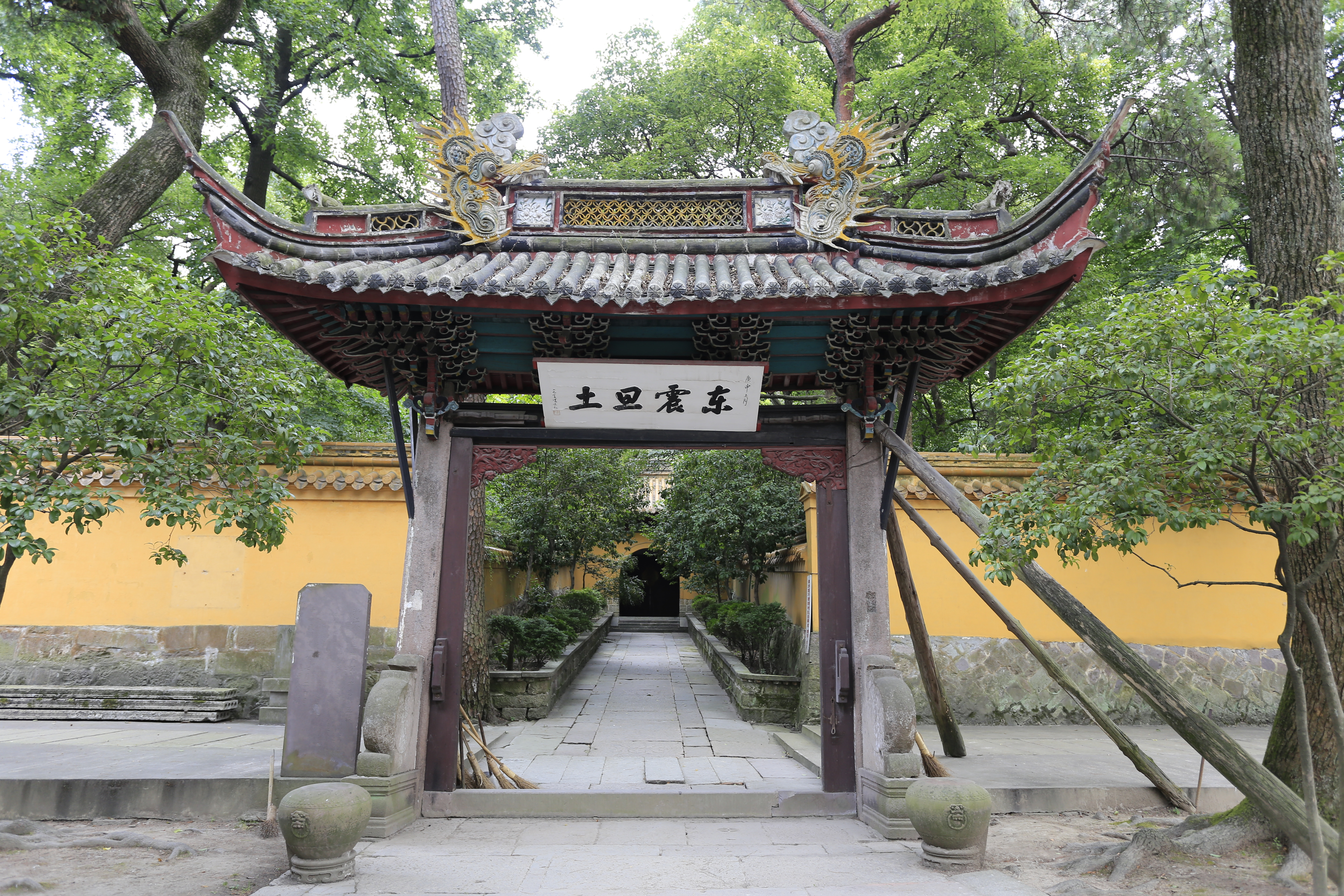
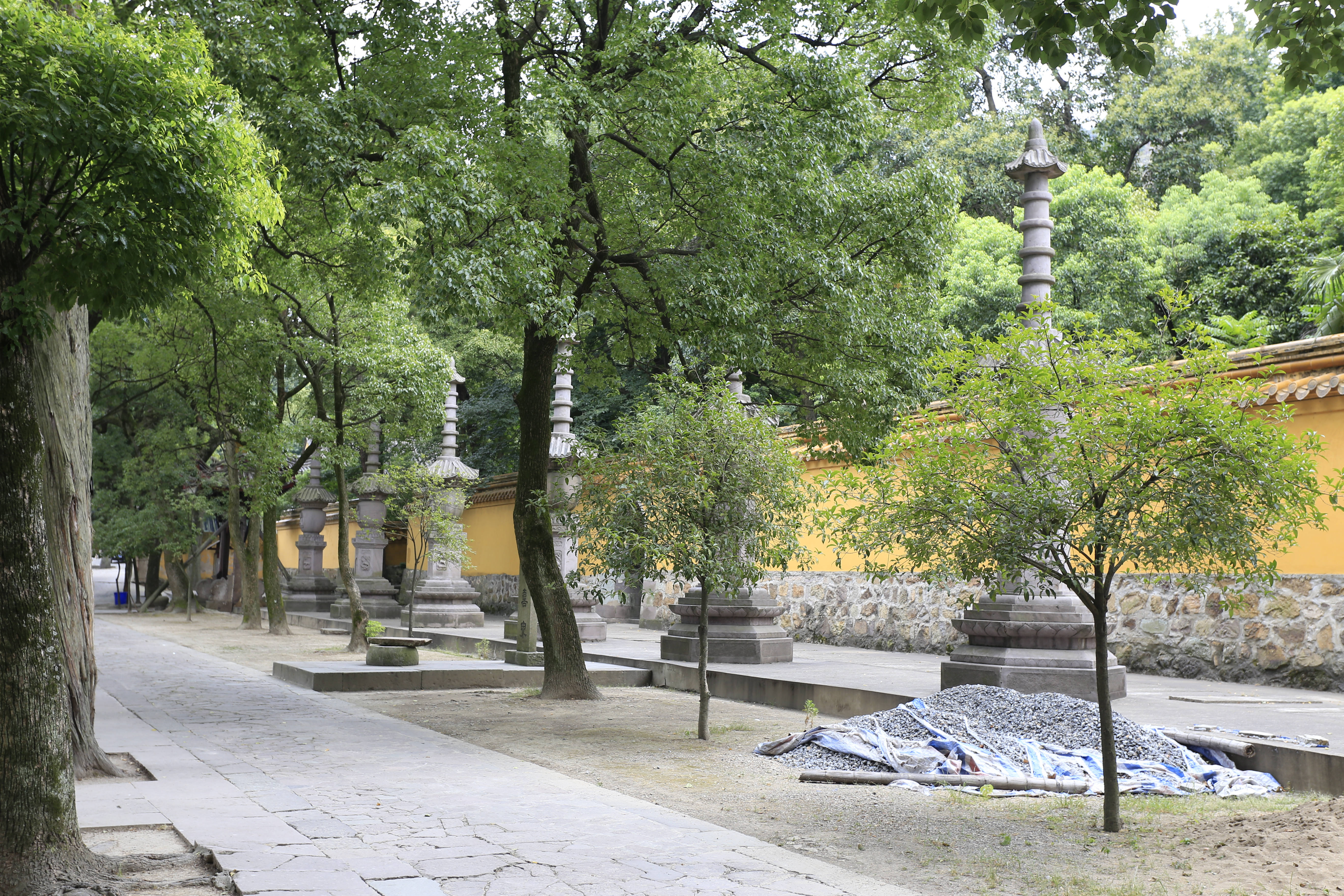
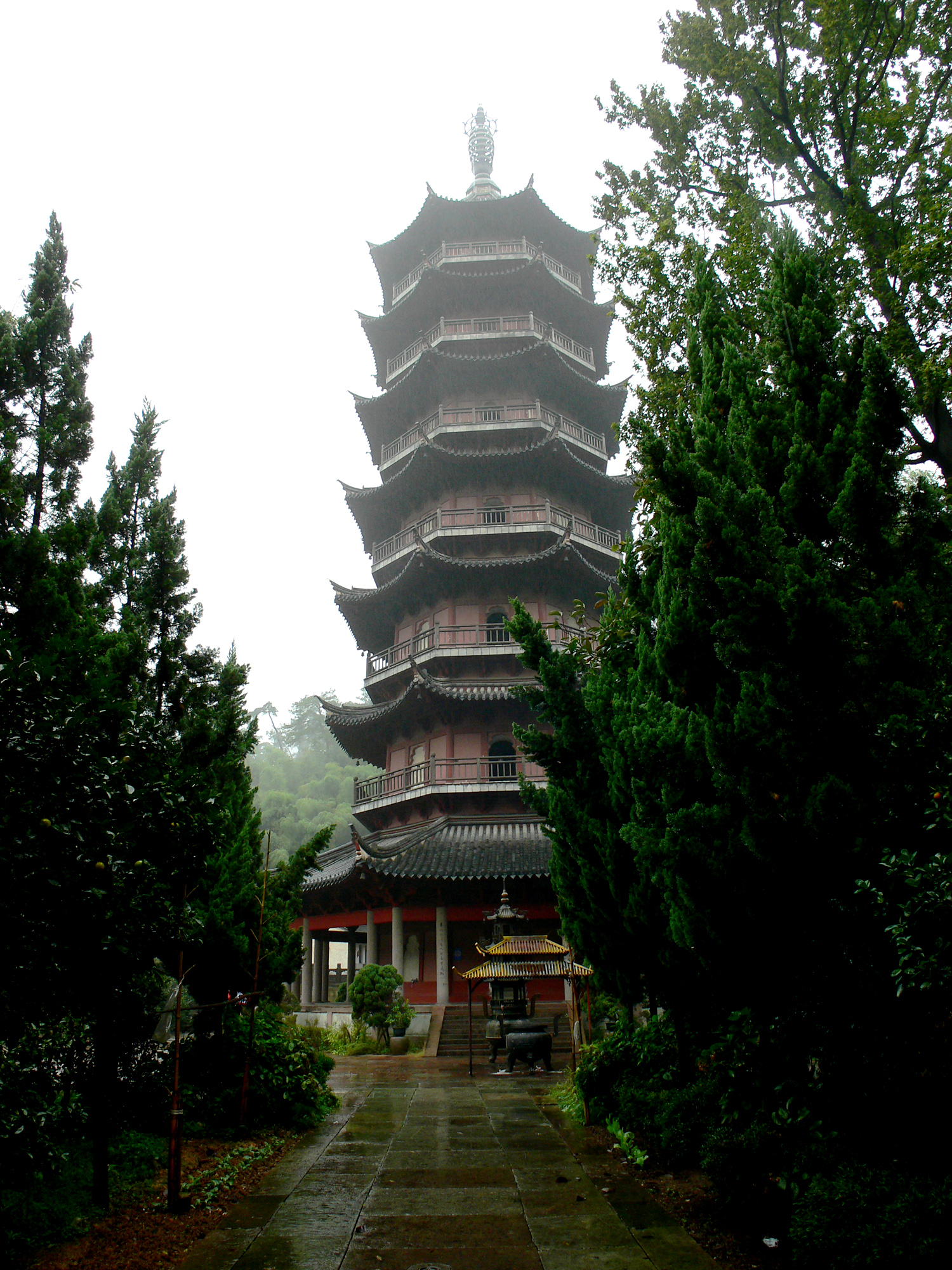
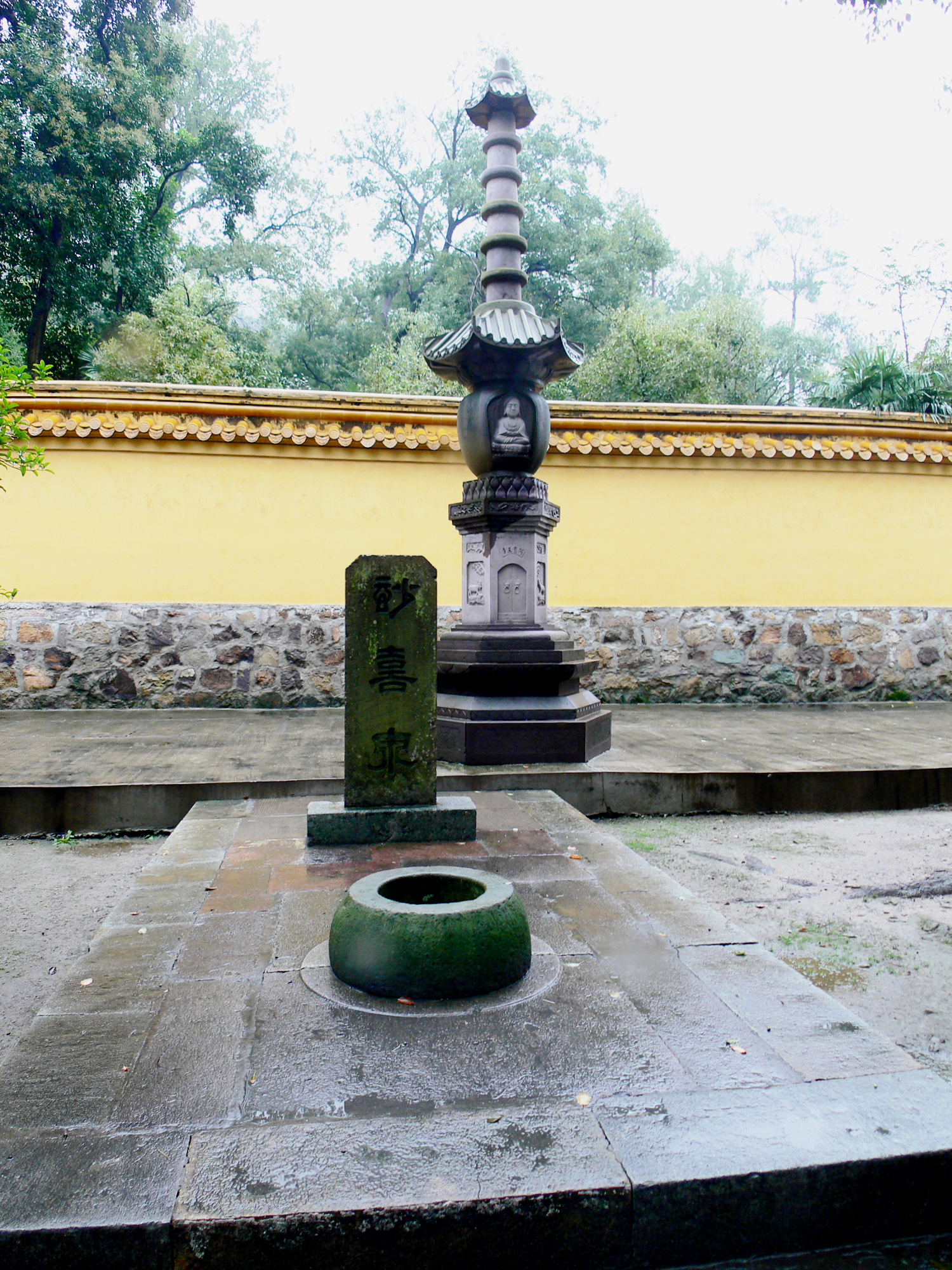